# Skoleskibet Vikings Kæntring
Skoleskibet Vikings Kæntring er en dansk dokumentarisk optagelse fra 1907 foretaget af Peter Elfelt.

## Handling
Den 18. marts 1907, mens skoleskibet "Viking" lå ved udrustningskajen på Refshaleøen, blæste det op til stiv kuling og en kraftig byge fik skibet til at kæntre. Skibet kom på ret køl i løbet af 10 dage.